# Aqueduto de São Lázaro
O aqueduto romano de São Lázaro é uma construção de engenharia civil para o transporte de água e está situado em Mérida, na província de Badajoz, Estremadura, Espanha. Foi construído no século I e estende-se por quase 1000 metros. É uma das três estruturas que forneciam água a Augusta Emérita (nome de Mérida na época romana).

## História
Para abastecer a cidade de Augusta Emérita construíram-se vários infraestruturas e mananciais até aos aquedutos correspondentes. À cidade chegavam três aquedutos: o aqueduto Rabo de Buey-San Lázaro, o aqueduto dos Milagres e o aqueduto de Cornalvo, que abasteciam os castelos divisórios ou depósitos de água. As águas eram recolhidas fundamentalmente de dois reservatórios, o de Proserpina e o de Cornalvo.[carece de fontes?]
Vários estudos não têm conseguido determinar a data de iniciação e término das obras ou as etapas de construção desta.